# Alberto Cavallari
Alberto Cavallari (Piacenza, 1927 - Levanto, 1998) fue un escritor y periodista italiano.

## Biografía
Hijo de Enrico (Piacenza 1894-1972, comerciante) y de Dirce Bongiorni (Casa Celli di San Lazzaro 1900 - Piacenza 1969, ama de casa), tenía un hermano de seis años mayor, Oreste. Se casó en 1954 con María Teresa Astorri y tuvo dos hijos: Paolo y Andrea.
Comenzó su carrera muy joven, fundando y dirigiendo la revista Numero (1945-1946) en la cual Ennio Morlotti, Emilio Vedova y otros publicaron el Manifesto del realismo, dijo Oltre Guernica (más de Guernica), y colaborando en Italia Libera (1945), órgano del Partido d’Acción, en el Corriere Lombardo (1947), y en la Libertà periódico de Piacenza. Editor de Época (revista, 1950-1953); enviado especial del Corriere della Sera  (1954-1969); director de Il Gazzettino de Venecia (1969 -1970); comentarista político TG2 (1971); director de la oficina romana de L’Europeo (1972 -1973); correspondiente en París de La Stampa  (1973-1975) y del Corriere della Sera (1977-1981); director del  Corriere della Sera (1981-1984) en el período en que estuvo involucrado en las investigaciones sobre la Logia Masónica P2; comentarista de La República desde el 1984 hasta su muerte en 1998
Fue profesor de periodismo en la Universidad de París II (1978 - 1989) y en numerosos talleres sobre periodismo en la Universidad de Pavía.En 1984 se vuelve miembro del Instituto Europeo de Medios de Comunicación, de la Universidad de Mánchester, y en seguida de la Universidad de Düsseldorf.
En 1965 Cavallari cuenta en las páginas de Corriere della Sera una investigación sobre el Concilio Vaticano II, que culminó, en el 3 de octubre, con una entrevista con el Papa Pablo VI, la primera emitida por un Papa.
Cavallari resumió su vida en una autobiografía publicada en el Autodizionario degli scrittori italiani

## Obras
- L'Europa intelligente, Rizzoli, Milán 1963; análisis de la relación entre de la ciencia y la política europea.
- L'Europa su misura, Vallecchi, Firenze 1963; viaje a través de la planificación del oeste europeo.
- La Russia contro Kruscev, Vallecchi, Firenze 1964;[6] diario de viaje en Rusia tras la caída de Jruschov, traducido al español Plaza & Janés, Barcelona 1965.
- (con I. Montanelli, P. Ottone, G. Piazzesi e G. Russo) Italia sotto inchiesta, Corriere della Sera, 1963-1965, Sansoni, Firenze 1965.
- Il Vaticano che cambia, Mondadori, Milán 1966; análisis de la estructura del Vaticano con la primera entrevista de la historia hecha por un Papa, traducido al inglés, Faber & Faber, London 1966; americano, Doubleday & Co., New York 1967; portugués, Livraria Morais, Lisboa 1967; español, Plaza & Janés, Barcelona 1967; holandés, Ultgeverij Lannoo, L’Aja 1967; español, Ediciones GP, Barcelona 1971.
- (con M.A. Asturias e S. Pautasso) Incontro con Miguel Angel Asturias, IILA,[7] Roma 1973.
- Il potere in Italia, Mondadori, Milán 1967; la vida política italiana en la autocrítica de los que mandan.
- Una lettera da Pechino, Garzanti, Milán 1974 e 1976, ISBN 978-88-11-73908-1; diario de un viaje realizado a China en 1973.
- La Cina dell’ultimo Mao, Garzanti, Milán 1975 e 1976, ISBN 978-88-11-73917-3; viaje en el "China tercero" después de la revolución cultural y la nueva constitución de 1975.
- La Francia a sinistra, Garzanti, Milán 1977, ISBN 978-88-11-73934-0; crónica de un cambio político y la vida social y cultural de Francia en los años setenta.
- Vicino & lontano, Garzanti, Milán 1981, ISBN 978-88-11-73956-2; diario de opiniones sobre los hechos de años 79-81.
- (con E.G. Wedell e G.M. Luyken) Media in competition: the future of print and electronic media in 22 countries, European Institute for the Media, Manchester e InterMedia Centrum, Hamburg, 1986, ISBN 3-926074-00-0.
- La fuga di Tolstoj, Einaudi, Torino 1986, ISBN 978-88-06-59385-8; Garzanti, Milán 1994, ISBN 978-88-11-66653-0; Skira,[8] Milán 2010, ISBN 978-88-572-0686-8: la reconstrucción completa de la fuga del escritor ruso en los días inmediatamente anteriores a su muerte. Traducido al francés. Traducido al francés.Crhristian Bourgois,[9] París 1989, 2010, ISBN 2-267-00607-3, ISBN 978-2-267-02069-4 ed Editions 10/18, Paris 1996, ISBN 2-264-02067-9; español y catalán, Ediciones de la Magrana, Barcelona 1989¸ ISBN 84-7410-451-3; Ediciones Penìnsula, Barcelona 1997, ISBN 84-8307-035-9. Este texto es una adaptación de la obra  La Sonata Kreutzer, escrito en catalán y organizado en 2009 de Quim Lecina.[10]
- La fabbrica del presente, Feltrinelli, Milán 1990, ISBN 978-88-07-08092-0; recolección de la información pública conferencias celebradas en la "Universidad París 2 y en la Universidad de Pavía, en los años ochenta.
- L'atlante del disordine, Garzanti, Milán 1994, ISBN 978-88-11-73836-7; la crisis geopolítica del finales del siglo, traducido al noruego Hegland Trykkeri AS, Oslo 1994, ISBN 978-82-91165-04-2.
- La Forza di Sisifo, a cura di Marzio Breda, Aragno Editore,[11] Torino 2011, ISBN 978-88-8419-541-8; colección de crónicas, informes, encuestas, entrevistas y comentarios.

Traducciones, curatela y otros textos:
- Dalla pittura ai fumetti, di L. Hogben, Mondadori, Milán 1952.
- Dal 1980 ha collaborato ad "Affari Esteri"[12] rivista promossa dal Ministero degli Affari Esteri e dall’Associazione Italiana per gli Studi di Politica Estera (AISPE).
- Sabbioneta: una stella e una pianura, con Paolo Carpeggiani, Rosalba Tardito, Stefano Mazzoni, Ovidio Guaita, Luca Sarzi Amade, CARIPLO, Milán 1985.
- Prefazione del libro Cartoline lametta di Giuseppe Novello, Rosellina Archinto Editore, Milán 1987, ISBN 978-88-7768-037-2.
- Autodizionario degli scrittori italiani, a cura di Felice Piemontese, Leonardo Editore, Milán 1990, pp. 98-99. ISBN 88-355-0077-X.
- Robinson Crusoe, di D. Defoe, Feltrinelli, Milán 1993, ISBN 978-88-07-82059-5; con un introduction que tiene por título La isla de la modernidad, pp. 7-29.[13]

## Premios
- Premio Saint-Vincent de periodismo (1960)[14]
- Premio Marzotto de periodismo (1963)
- Premio Palazzi (1963)[15]
- Premio Estense (1965)[16]
- Lions d'Oro – Lions Club Piacenza (1966)
- Premio giornalistico "Alfio Russo" - Giara d’argento (1979)
- Premio Internazionale "La Madonnina" (1984)
- Premio Acqui Storia – Testimone del Tempo (1988)[17]
- Colomba d'oro per la Pace – Archivio per il Disarmo (1989)
- Premio giornalistico Federico Motta Editore (1996)
- Premio "Angil dal Dom" - Fondazione Cassa di Risparmio Piacenza e Vigevano (1996)[18]

## Honores
- Chevalier de la Legion d'honneur, París, Presidente François Mitterrand, 1983
- Ambrogino d'oro, medaglia d'oro, Milán, alcalde Carlo Tognoli